# ロバート・W・コート
ロバート・W・コート（Robert W. Cort、1951年1月13日 - ）は、アメリカ合衆国の映画プロデューサー。

## 作品
- ザ・シークレット: デア・トゥー・ドリーム The Secret: Dare to Dream (2020)
- セイブ・ザ・ラストダンス2
- ファイティング×ガール
- 奇蹟の手／ボルチモアの友情
- ラッツ
- セイブ・ザ・ラストダンス
- アメリカン・ジャスティス
- トム・ベレンジャーの　エスピオナージ・エクスプレス
- アウト・オブ・タウナーズ
- プリティ・ブライド
- おかしな二人2
- ミラクル・アドベンチャー／カザーン
- チャンス!
- ＢＯＹＳ
- アライバル/侵略者
- ダンボドロップ大作戦
- 多重人格
- ボディ・ランゲージ
- 陽のあたる教室
- ジュマンジ
- 詐欺／イマジナリークライム
- ホーリー・ウェディング
- 最高のルームメイト
- アフリカン・ダンク
- ベティ・ルーは犯罪者?
- 不思議の森の妖精たち
- 冬の恋人たち
- ロックン・ルージュ
- ゆりかごを揺らす手
- 愛に翼を
- ＥＶＥ／イヴ
- 訴訟
- ビルとテッドの地獄旅行
- スリーメン&リトルレディ
- バード・オン・ワイヤー
- レネゲイズ
- ブラインド・フューリー
- ベスト・コップ
- カクテル
- 第七の予言
- ナーズの復讐 II／ナーズ・イン・パラダイス
- スリーメン&ベビー
- うるさい女たち